# Chráněná krajinná oblast Český ráj
Chráněná krajinná oblast Český ráj (CHKO Český ráj) je chráněná krajinná oblast v Česku. Vyhlášena byla 1. března 1955 a je tak nejstarší českou CHKO. Správa CHKO sídlí v Turnově, Dům přírody se nachází v Dolánkách u Turnova. Rozloha CHKO činí 182 km², nadmořská výška se pohybuje v rozmezí 233 až 744 metrů, nejvyšším bodem je vrchol Kozákova.
CHKO se rozkládá na území tří krajů a čtyř okresů – Královéhradecký kraj (okres Jičín), Liberecký kraj (okresy Semily a Jablonec nad Nisou) a Středočeský kraj (okres Mladá Boleslav), v turistické oblasti u Turnova zvané Český ráj. V roce 2002 byla CHKO rozšířena o oblasti Maloskalska a Prachovských skal. Při 50. výročí byl Českému ráji přidělen roku 2005 status Globálního geoparku UNESCO.

## Vymezení CHKO

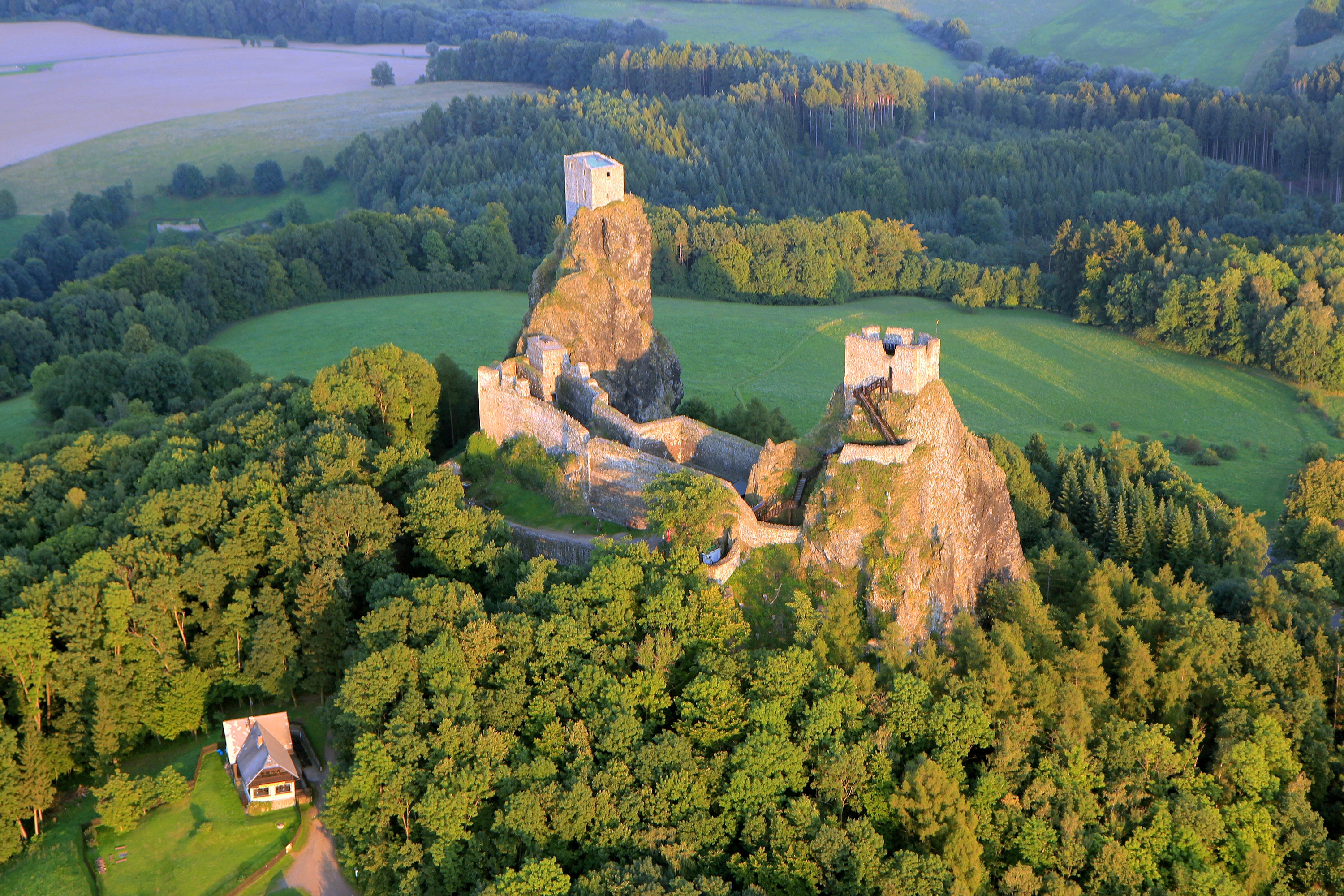
Hrad Trosky

Chráněná krajinná oblast Český ráj leží uvnitř šířeji pojaté oblasti turistického regionu Český ráj a je rozdělena do tří samostatných částí. Největší z nich je přibližně mezi Mnichovým Hradištěm, Turnovem a Sobotkou (zahrnuje oblast Mužského a Příhrazských skal, Hruboskalsko a okolí Trosek). Druhá část leží mezi Turnovem, Malou skálou a Kozákovem (oblast Maloskalska, Suchých skal a vrchu Kozákova). Třetí část je nejmenší a je přibližně mezi Jičínem a Mladějovem (sem spadá oblast Prachovských skal).

## Přírodní poměry

### Geologie
Většinu podloží chráněného území tvoří tzv. kvádrové pískovce, které tu byly uloženy v období křídy. V období terciéru byla v oblasti aktivní sopečná činnost, vzniklo tu mnoho podpovrchových těles. Okolní křídové sedimenty byly postupem času rozrušeny a odneseny řekami, protože jsou méně odolné než tvrdé magmatické horniny. Tímto způsobem vznikl i nejznámější kopec a dominanta Českého ráje – Trosky. Hora Kozákov (745 m n. m.) je známým nalezištěm drahých kamenů (zejména odrůd křemene). Na území CHKO jsou evidovány stovky jeskyní a skalních dutin, nejvýznamnější se nachází v přírodní rezervaci Klokočské skály. Dvě jeskyně v území jsou uzavřeny pro veřejnost z důvodu ochrany vrápence malého (Sklepy pod Troskami a Krtola). Ze stejného důvodu je uzavřena tesaná pískovcová štola na úpatí Kozákova.

## Maloplošně chráněná území
- PR Apolena
- PR Bažantník
- PR Bučiny u Rakous
- PR Hruboskalsko
- PP Libunecké rašeliniště
- PP Libuňka
- PR Klokočské skály
- NPP Kozákov
- PP Meziluží
- PR Na hranicích
- PP Na Vápenici
- PP Oborská luka

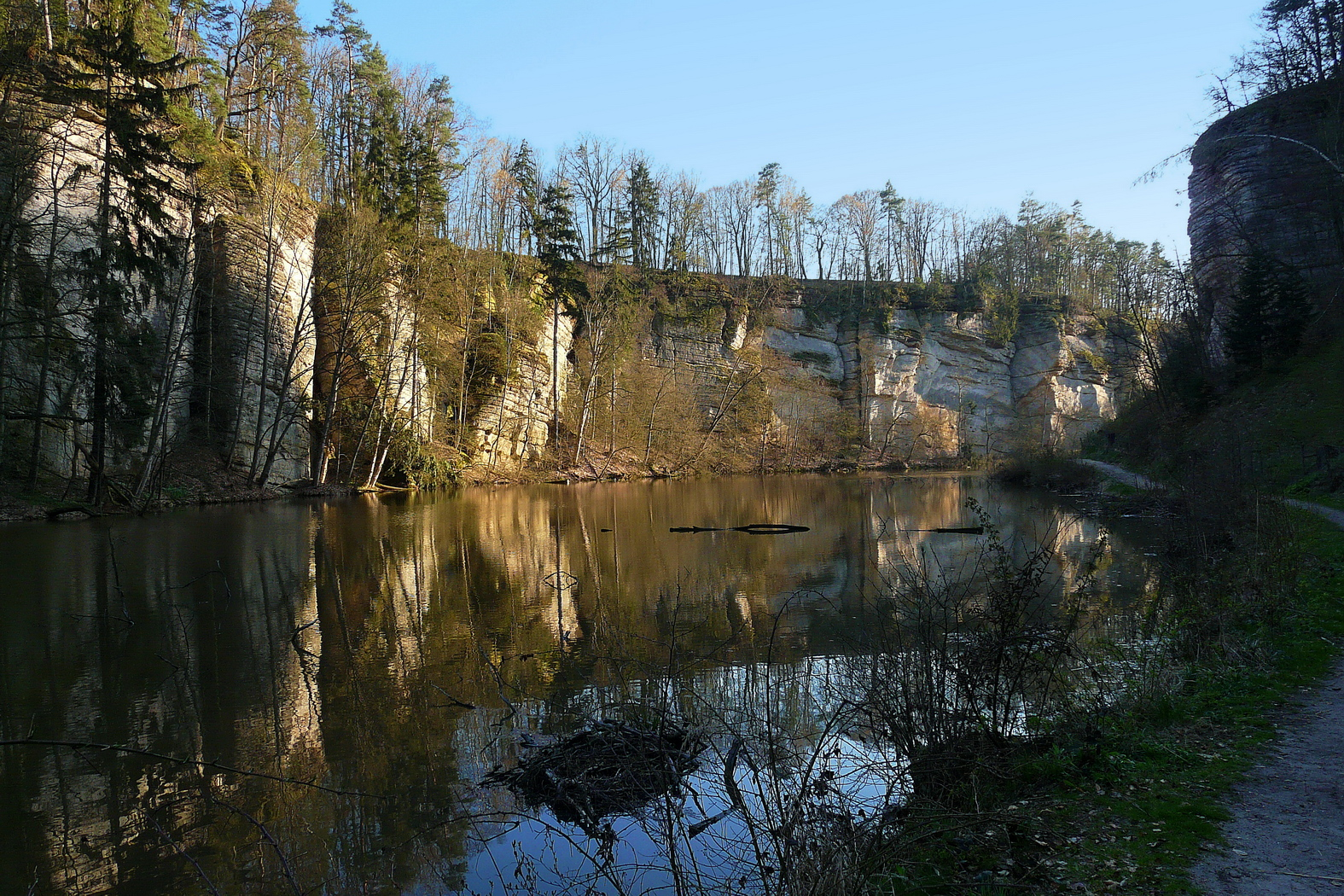
Rybník Obora v přírodní rezervaci Údolí Plakánek

- PP Ondříkovický pseudokrasový systém
- PR Podtrosecká údolí
- PR Prachovské skály
- PR Příhrazské skály
- PP Rybník Vražda
- NPP Suché skály
- PP Tachovský vodopád
- PP Trosky
- PR Údolí Plakánek
- PP V Dubech
- PP Vústra
- PR Žabakor

Ve správě CHKO jsou i dvě území, která leží mimo chráněnou oblast:
- NPP Bozkovské dolomitové jeskyně
- NPP Strážník